# Vděčnost
Vděčnost či vděk je pocit ocenění nebo podobná pozitivní odezva pociťovaná příjemcem laskavosti, štědrosti, pomoci nebo jiných druhů podobných darů vůči jejich dárci.
Prožitek vděčnosti byl historicky jádrem několika světových náboženství. Jedná se také o téma zájmu starověkých, středověkých, moderních i současných filozofů.
Systematické studium vděčnosti v psychologii začalo až kolem roku 2000, pravděpodobně proto, že psychologie se tradičně více zaměřovala na pochopení úzkosti než na pochopení pozitivních emocí (tzv. pozitivní psychologie). Studium vděčnosti v psychologii zahrnovalo pochopení krátkodobého prožitku vděčnosti, individuálních rozdílů v tom, jak často lidé pociťují vděčnost, a vztahu mezi těmito dvěma aspekty, jakož i terapeutické výhody vděčnosti.

## Srovnání s pocitem závazku
Vděčnost není totéž jako pocit závazku. Přestože se obě tyto emoce objevují v návaznosti na poskytnutí pomoci, k pocitu závazku dochází, předpokládá-li příjemce pomoci, že je povinen projevit vůči dárci určitou formu náhrady. Tyto dvě emoce tak mohou vést k různým druhům chování: zatímco pocit závazku může motivovat příjemce pomoci, aby se osobě, která pomohla, spíše vyhýbal, vděčnost může motivovat příjemce pomoci k tomu, aby svého dobrodince vyhledával a budoval vzájemý vztah.

## Individuální rozdíly
Většina současných psychologických výzkumů vděčnosti se zaměřuje na povahu individuálních rozdílů vděčnosti a na důsledky toho, že je člověk více či méně vděčnou osobou.
Existují tři stupnice pro měření individuálních rozdílů vděčnosti, z nichž každá posuzuje poněkud odlišné koncepce.
- Stupnice GQ6 měří individuální rozdíly v tom, jak často a intenzivně se lidé cítí vděčni.[2]
- Stupnice Appreciation Scale (Stupnice ocenění) měří 8 různých aspektů vděčnosti: ocenění lidí, majetku, současného okamžiku, rituálů, pocitu úcty, sociálních srovnání, existenčních zájmů a chování vyjadřujícího vděčnost.[3]
- Stupnice GRAT hodnotí vděčnost vůči ostatním lidem, vděčnost vůči světu obecně a neexistenci rozmrzelosti z toho, co nemáte.[4]

Nedávná studie ukázala, že všechny tyto stupnice vlastně měří podobný způsob přístupu k životu; to ukazuje, že individuální rozdíly vděčnosti zahrnují všechny tyto složky.